# Nagore Robles
Nagore Robles Gutiérrez (Basauri, 10 de febrer de 1983) és una tertuliana, presentadora de televisió espanyola i creadora de contingut que va saltar a la fama per participar en l'onzena edició del programa de telerealitat Gran Hermano el 2009.

## Biografia
Nagore Robles va néixer a Basauri, un poble de Biscaia, el 10 de febrer de 1983. Va començar a treballar al món de la moda des de molt jove, però no va tenir èxit.
Va saltar a la fama després de participar en el programa de telerealitat Gran Hermano 11 el 2009 i va ser expulsada amb el major percentatge fins a l'actualitat (95%). Un any més tard, va concursar en un altre programa, Acorralados, on va guanyar enfront de Raquel Bollo.
Va ser contractada per Telecinco per col·laborar a Sálvame i al debat de Gran Hermano. Més tard, es va convertir en assessora estrella del programa de cites de Telecinco, Mujeres y hombres y viceversa. A més, també ha col·laborat a De buena ley.
Actualment fa de presentadora del programa en streaming Sobreviviré, a la plataforma digital de Mediaset España Mitele.es.

## Vida personal
El 2011 va donar a conèixer la seva relació sentimental amb la filla d'Ángel Cristo i Bárbara Rey, Sofía Cristo, amb la qual més tard acabaria trencant. Actualment està en una relació sentimental amb la creadora de contingut Carla Flila.

## Trajectòria
| Any               | Programa                      | Canal     | Notes                     |
| ----------------- | ----------------------------- | --------- | ------------------------- |
| 2009 - 2010       | Gran Hermano 11               | Telecinco | Concursant / 3a expulsada |
| 2011              | Acorralados                   | Telecinco | Concursant / guanyadora   |
| 2010 - actualitat | Gran Hermano: El Debate       | Telecinco | Col·laboradora            |
| 2010 - 2013       | El programa de Ana Rosa       | Telecinco | Col·laboradora            |
| 2010 - 2013       | De buena ley                  | Telecinco | Col·laboradora            |
| 2013 - actualitat | Mujeres y hombres y viceversa | Telecinco | Assessora                 |
| 2014 - actualitat | Supervivientes: El Debate     | Telecinco | Col·laboradora            |
| 2015 - 2016       | Gran Hermano VIP: El Debate   | Telecinco | Col·laboradora            |
| 2016              | Hable con ellas               | Telecinco | Col·laboradora            |
| 2021 - actualitat | Sobreviviré                   | Mitele.es | Presentadora              |